# Gérard Soler
Gérard Soler (Oujda, 29 de março de 1954) é um ex-futebolista francês. Ele competiu na Copa do Mundo FIFA de 1982, sediada na Espanha, na qual a seleção de seu país terminou na quarta colocação dentre os 16 participantes.